# Ferenc Fricsay
 (octobre 2019).
Si vous disposez d'ouvrages ou d'articles de référence ou si vous connaissez des sites web de qualité traitant du thème abordé ici, merci de compléter l'article en donnant les références utiles à sa vérifiabilité et en les liant à la section « Notes et références ».
Dans le nom hongrois Fricsay Ferenc, le nom de famille précède le prénom, mais cet article utilise l’ordre habituel en français Ferenc Fricsay, où le prénom précède le nom.
Répertoire
Tchaikovsky, Mozart, Beethoven, Bartok, Dvorak
Ferenc Fricsay, né à Budapest (Hongrie) le 9 août 1914 et mort à Bâle (Suisse) le 20 février 1963, est un chef d'orchestre hongrois naturalisé autrichien en 1958.

## Biographie
Il montre très jeune de grandes aptitudes à la musique. Très tôt, il entra à l'Académie de musique Franz-Liszt de Budapest et eut comme professeurs Béla Bartók, Zoltán Kodály et Leó Weiner. Le début de sa carrière s'effectua à l'opéra de Szeged. Peu après, dès 1933, il remplace son père à la tête de l'orchestre militaire de cette même ville.
À cause de la guerre, il est obligé de fuir pour Budapest où il organise des concerts dans les sous-sols de l'Opéra durant les combats fin 1944.
À la fin de la guerre, il quitte la Hongrie pour Salzbourg où il remplace au pied levé Otto Klemperer dans La Mort de Danton de Gottfried von Einem, en 1947.
L'année suivante, il fait des débuts remarqués en dirigeant à Berlin Don Carlos de Verdi ; dès lors, il se lie avec l'Orchestre de la RIAS de Berlin (la radio du secteur américain de la ville), avec lequel il travaillera jusqu'à son décès. Il entretient également une collaboration fertile avec l'Orchestre philharmonique de Berlin avec lequel il a enregistré un cycle partiel consacré aux symphonies (1, 3, 5, 7, 8 et 9) de Beethoven.
Durant les années 1950, il voyage entre Berlin, Munich et Vienne où il dirige avec passion les opéras de Mozart et de Verdi, mais la maladie (un cancer de l'estomac) le contraint à ralentir le rythme des concerts et des tournées en 1958. Dès lors, il enchaîne les enregistrements avec « son » orchestre de la Radio de Berlin (RIAS). Il contribue grandement à étoffer le catalogue de la Deutsche Grammophon après la guerre. En novembre 1961, peu après la construction du Mur de Berlin, il donne son dernier concert à Londres, puis il retombe malade et meurt à Bâle (Suisse) le 20 février 1963.

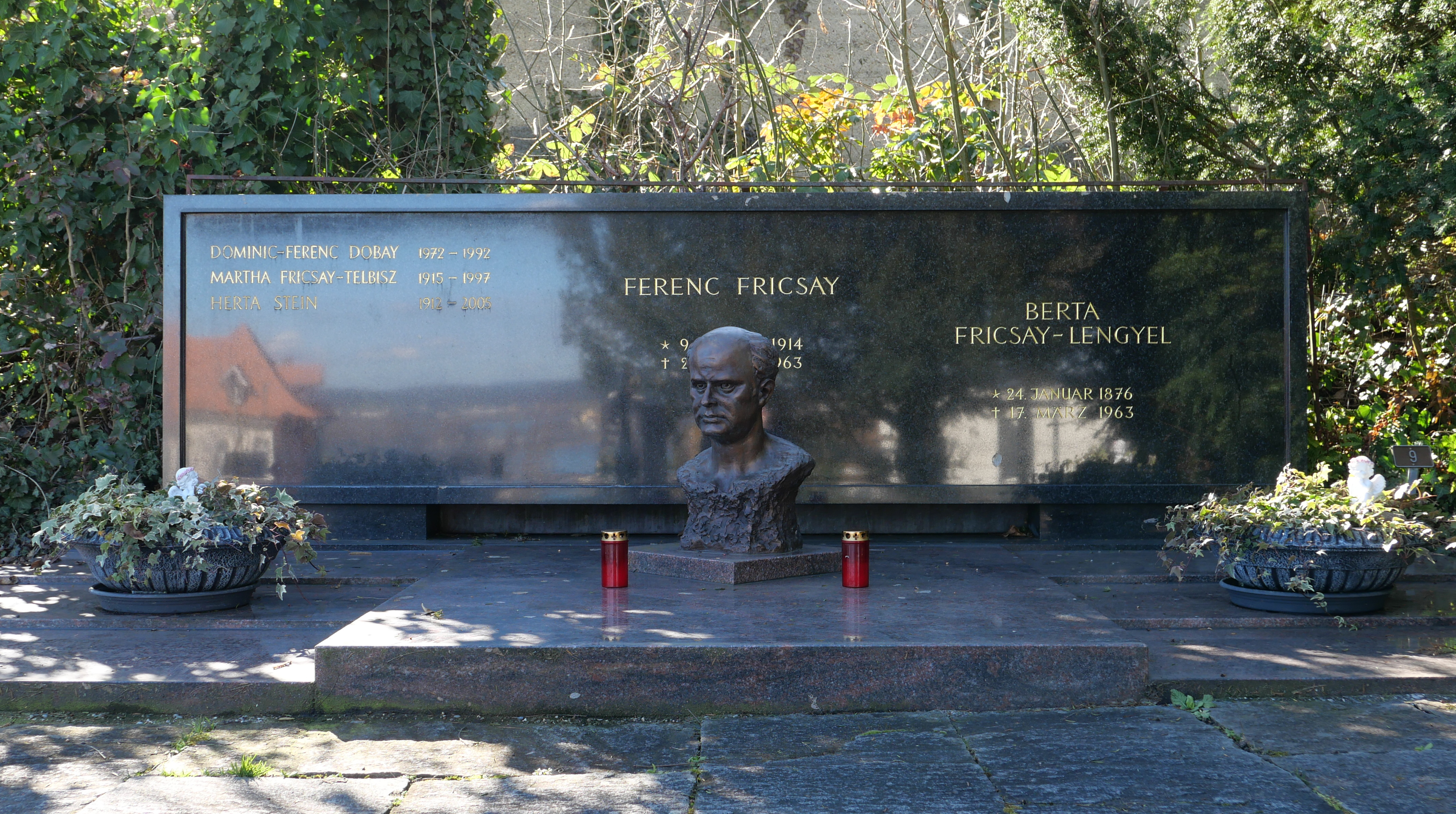
La tombe en 2024 avec un buste de Fricsay et le lac de Constance reflété dans la pierre tombale.

Fricsay a trouvé sa dernière demeure au cimetière d'Ermatingen dans le canton suisse de Thurgovie, où la famille s'est installée en 1952. Sa mère Berta, née Lengyel (1876-1963), est décédée moins d'un mois après Fricsay et a été enterrée dans la même sépulture, ainsi que son petit-fils Dominic-Ferenc Dobay (1972-1992), sa première épouse Martha Fricsay-Telbisz (1915-1997) et sa seconde épouse Herta Stein (1912-2005). En 2015, la tombe commune été déclarée mémorial protégé contre la dissolution par la municipalité.

## Répertoire
Son répertoire s'étendait des symphonies de Haydn à la musique contemporaine de son époque : Stravinsky, Frank Martin, Karl Amadeus Hartmann, Boris Blacher, Werner Egk... Ses deux auteurs de prédilection étaient sans conteste Mozart et Béla Bartók, sur lesquels il écrivit un livre, Über Mozart und Bartok (1962). Les opéras avaient également sa faveur, de Rossini à Wagner, sans doute pour le fil dramatique qu'ils lui permettaient de nouer. Enfin, il excellait dans le répertoire d'Europe de l'Est : Antonín Dvořák, Liszt et Zoltán Kodály.
Musicien exceptionnel, Fricsay avait une insatiable soif du moindre détail, que cela soit à l'opéra ou dans les salles de concerts. Ses enregistrements reflètent une grande précision, notamment dans Mozart (La Flûte enchantée, etc.), Beethoven (Symphonie nº 9, etc.) et Bartók (les concertos pour piano avec le pianiste Géza Anda ou le Concerto pour orchestre par exemple). Il eut la chance inestimable d'enregistrer un très grand nombre de disques dès la fin des années 1940 jusqu'en 1961, enregistrements d'une qualité technique exceptionnelle pour l'époque, et époustouflants par leur précision. Fricsay avait la particularité de proposer ses idées à l’orchestre, et non de les imposer.
Pour ses enregistrements d'œuvres vocales, Fricsay aimait à s'entourer d'une équipe de chanteurs fidèles et qui présentaient tous comme point commun un très haut degré de technicité vocale et de délicatesse de l'expression au détriment cependant du volume et de la puissance d'émission : Ernst Haefliger, Maria Stader, Dietrich Fischer-Dieskau, Irmgard Seefried… Il entretenait également un dialogue étroit avec plusieurs concertistes tels que Johanna Martzy, Erika Morini, Yehudi Menuhin, Annie Fischer, Monique Haas...